# Грінберг Абрам Йосипович
Абрам Йосипович Грі́нберг (2 вересня 1889, Київ — 25 березня 1971, Київ) — український радянський архівіст, історик, архівознавець, археограф, педагог вищої школи.

## Життєпис
Народився 2 вересня 1889 року в місті Києві (нині Україна) в купецькій єврейській сім'ї. 1910 року закінчив Перше київське комерційне училище; 1914 року — юридичний факультет Паризького університету із званням бакалавра юридичних наук. Слухав лекції у Сорбонському університеті з історії та філософії.
Закінчив курси архівознавства при Київському центральному історичному архіві.
1917 року, перед Жовтневою революцією, повернувся на Батьківщину і займався приватною педагогічною практикою. З 1923 року працював у Київському центральному історичному архіві. Закінчив курси архівознавства при ньому. Обіймав посади вченого-архівіста, завідувача історико-революційного відділу, заступника директора з наукової роботи. Був членом комісії з досліджень революційного руху в Україні. Розбирав архіви київських губернських комісарів, староств, військово-революційного комітету (1917—1918), складав до них описи.
З 1934 року працював в Історико-археографічному інституті ВУАН. Читав курси лекцій з архівознавства та історії архівної справи на республіканських і обласних архівних курсах та семінарах. З 1938 року працював у Архівному управлінні МВС УРСР на посадах ученого-консультанта, наукового працівника і завідувача архівним відділом. 1941 року захистив кандидатську дисертацію за темою: «Чигиринська справа».
У роки німецько-радянської війни евакуйований до Харкова, опісля — до Златоуста Челябінської області, де перебував протягом 1941—1944 років. У травні 1944 року повернувся до Києва, де працював на посадах наукового співробітника, завідувача відділу комплектування та експертизи Архівного управління МВС УРСР, займаючись питаннями комплектування держархів УРСР, розподіляючи документальні матеріали між архівними установами різного рівня. Нагороджений медаллю «За доблесну працю у Великій Вітчизняній війні 1941—1945 рр.».
У 1944—1950 роках читав лекції з архівознавства на республіканських архівних курсах, одночасно протягом 1944—1959 років працював на кафедрі архівознавства Київського державного університету імені Тараса Шевченка на посадах старшого викладача, доцента (з 1952 року) та виконувача обов'язків завідувача (з 1956 року). Читав лекційний курс з історії архівної справи в СРСР і УРСР, методики і техніки архівної роботи в Росії, теорії і практики архівної справи в країнах Західної й Східної Європи. В останні роки життя підготував курс лекцій з історії державних установ передреволюційного періоду та дореволюційне діловодство. Помер у Києві 25 березня 1971 року.

## Наукова діяльність
У статтях і публікаціях досліджував історію створення архівів в Україні у 1920–1930-х роках, проте у них мало подавалося фактичного матеріалу, який замінявся декларативними заявками про успіхи розвитку архівної справи, спрощеними оцінками діячів учених губернських архівних комісій, наукового складу Київського центрального архіву давніх актів, що взагалі було характерним для цього періоду радянської історіографії. Виразними й інформативно насиченими були його статті, присвячені практичним питанням становлення й розвитку архівної справи в Україні.
Як археографу йому найбільше вдалася публікація документів до історії Чигиринської справи на Київщині. Ця тематична збірка документів дістала високу оцінку фахівців, зокрема, Миколи Дружиніна та Бориса Литвака. Цікавими були його пропозиції висловлені 1932 року до Археографічної комісії ВУАН, про видання матеріалів до історії селянських рухів на Україні 1918 року. та Археографічної комісії ЦАУ УРСР 1930—1931 років про підготовку до видання двотомника звітів київського, подільського і волинського генерал-губернатора ХІХ–ХХ століть, тритомника матеріалів до історії робітничого класу і робітничого руху на Правобережжі, до історії боротьби за Радянську владу, резолюцій Всеукраїнських з'їздів Рад та інших археографічних праць. Серед праць:
- Матеріали до історії селянських революційних рухів на Чигиринщині: 1875—1879: Збірка документів. — Х., 1934. — 440 с. (упорядник);
- Київський обласний історичний архів // Архівозн. зб. — К., 1938;
- Комплектування документальними матеріалами державних архівів УРСР // НІБ. — 1947. — № 1;
- Перемога Радянської влади на Україні: Жовт. 1917 — січ. 1918: Зб. документів. — К., 1947. — 158 с. (упорядник);
- Повысить качество инспекторских обследований // НИБ. — 1949. — № 1;
- К вопросу о профиле ЦГАОР УССР // НИБ. — 1950. — № 2;
- Т. Г. Шевченко в документах і матеріалах. — К., 1950. — 516 с. (упорядник);
- Пути разыскания утраченной документации // НИБ. — 1955. — № 2;
- Архівні матеріали й документи про вплив Першої російської революції на Німеччину // Наук. зап. іст. ф-ту Київського державного університету. — К., 1955;
- О работе кафедры архивоведения Киевского госуниверситета // НИБ. — 1955. — № 3;
- Архівне будівництво на Україні в період іноземної воєнної інтервенції і громадянської війни (1918—1920) // Зб. іст.-філософ. ф-ту Київського державного університету. — 1956. — № 7;
- Успіхи архівного будівництва в Українській РСР за роки радянської влади // Наукові записки Київського державного університету. — К., 1957. — № 10.